# 2023 en numismatique
Chronologie de la numismatique
- 2022 en numismatique - 2023 en numismatique - 2024 en numismatique

Cet article présente les faits marquants de l’année 2023 en numismatique.